# 建昌 (張琚)
建昌（けんしょう）は、中国、五胡十六国時代に張琚が自立して建てた私年号。

## 西暦との対照表
| 建昌 | 元年  |
| 西暦 | 352年 |
| 干支 | 壬子  |